# پرسونا
پرسونا (به انگلیسی: Persona) یک نقاب استراتژیک از هویت در عموم است، تصویر عمومی از شخصیت یک شخص، نقش اجتماعی که شخص اتخاذ می‌کند، یا صرفاً یک شخصیت (فعالیت‌های هنری) تخیلی است. همچنین واسطه‌ای بین فرد و مؤسسه در نظر گرفته می‌شود.
در فرهنگ طراحی تعامل، کاربرنماها یا پرسوناها (به انگلیسی: Personas) شخصیت‌هایی خیالی هستند که برای نشان‌دادن انواع کاربران مختلفی که از یک وب‌سایت یا محصول استفاده می‌کنند، تعریف می‌شوند. کاربرنماها عمدتاً در فرایند طراحی کاربر-محور مورد استناد قرار می‌گیرند. یک کاربرنما، نمایانگر و نمایندهٔ گروهی از کاربران است که در عمل از سیستم استفاده خواهند کرد.

## برای مطالعهٔ بیشتر
- Pruitt, John, Adlin, Tamara, The Persona Lifecycle: Keeping People in Mind Throughout Product Design, Morgan Kaufmann (2006). ISBN=978-0-12-566251-2

## سایر منابع
- کتاب «طراحی تجربه کاربری: راهنمای عملی» نوشته جف جورج
- کتاب «طراحی تجربه کاربری: اصول و کاربردها» نوشته جین نورمن و ماری کوری
- کتاب «طراحی تجربه کاربری: ۱۰۰ نکته برای طراحان، مدیران و توسعه‌دهندگان» نوشته جاستین مینارد
- کتاب «طراحی تجربه کاربری: تکنیک‌ها و ابزارها» نوشته جیم بورتون
- کتاب «طراحی تجربه کاربری: یک رویکرد مبتنی بر شواهد» نوشته جان یودال